# Michael Dugher
Michael Vincent Dugher, né le 26 avril 1975, est un homme politique britannique.